# سعيد عبد الله
سعيد عبد الله ( - 13 يوليو 2020) لاعب كرة قدم إماراتي سابق، وحكم دولي سابق، لعب مع نادي الوصل، ومنتخب الإمارات لكرة القدم، كما تولى رئاسة لجنة الحكام باتحاد كرة القدم في الفترة من 2008 إلى 2009.

## كأس الخليج

### كأس الخليج 1979
سجل هدف في مرمى منتخب عمان لكرة القدم.

### كأس الخليج 1984
سجل هدف في مرمى منتخب الكويت لكرة القدم.

## مسيرته التحكيمية
حكم في كأس الخليج 1996، وأدار مباراة منتخب الكويت لكرة القدم ومنتخب السعودية لكرة القدم في 24 أكتوبر 1996، وأدار مباراة منتخب الكويت لكرة القدم ومنتخب قطر لكرة القدم في 28 أكتوبر 1996.